# Drobnoustroje oportunistyczne
Drobnoustroje (patogeny) oportunistyczne – mikroorganizmy wywołujące zakażenia u osób z obniżoną odpornością. Do bakterii oportunistycznych zalicza się np. pałeczkę ropy błękitnej, która atakuje płuca osób chorych na mukowiscydozę; pacjenci chorzy na AIDS są szczególnie podatni na zakażenia bakteriami wewnątrzkomórkowymi; gronkowiec złocisty jest odpowiedzialny za liczne infekcje, w tym oportunistyczne (m.in. zatrucia pokarmowe, zakażenia skórne, choroby układowe). 